# 뿌리털

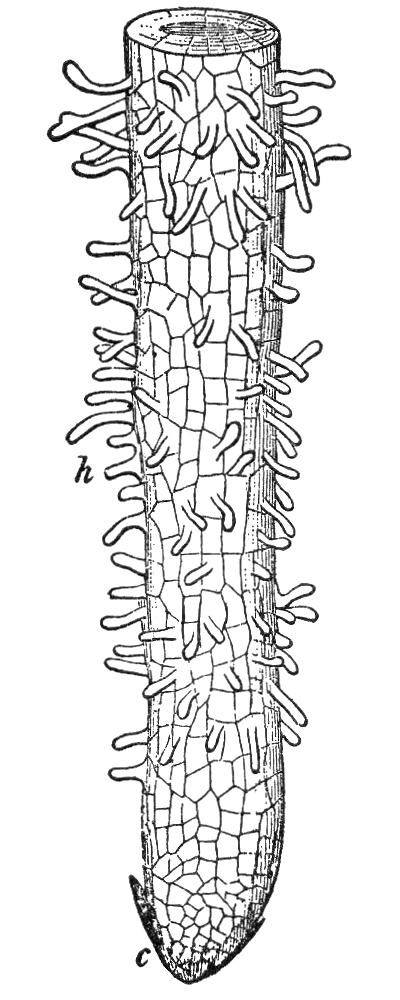
뿌리 끝의 뿌리털

뿌리털은 식물 뿌리의 표피세포에서 유래된 것으로서, 뿌리가 토양에서 물이나 무기 양분을 흡수하는 면적을 증대시킨다. 뿌리털은 분열 조직이 있는 뿌리 끝에서 약간 떨어진 부분에 있으면서 흡수 작용을 한다. 뿌리털이 기능을 완수하는 기간은 비교적 짧으며, 뿌리가 오래 된 부분에서는 시들어 그 기능을 다하지 못한다..

## 같이 보기
- 모용